# هيئة الإذاعة الجنوب إفريقية
هيئة الإذاعة الجنوب أفريقية ((بالإنجليزية: South African Broadcasting Corporation (SABC))‏) هي هيئة بث عام في جنوب إفريقيا تتكون من 19 محطة إذاعية و 4 قنوات تلفزيونية.